# Set de table
Pour les articles homonymes, voir SET.

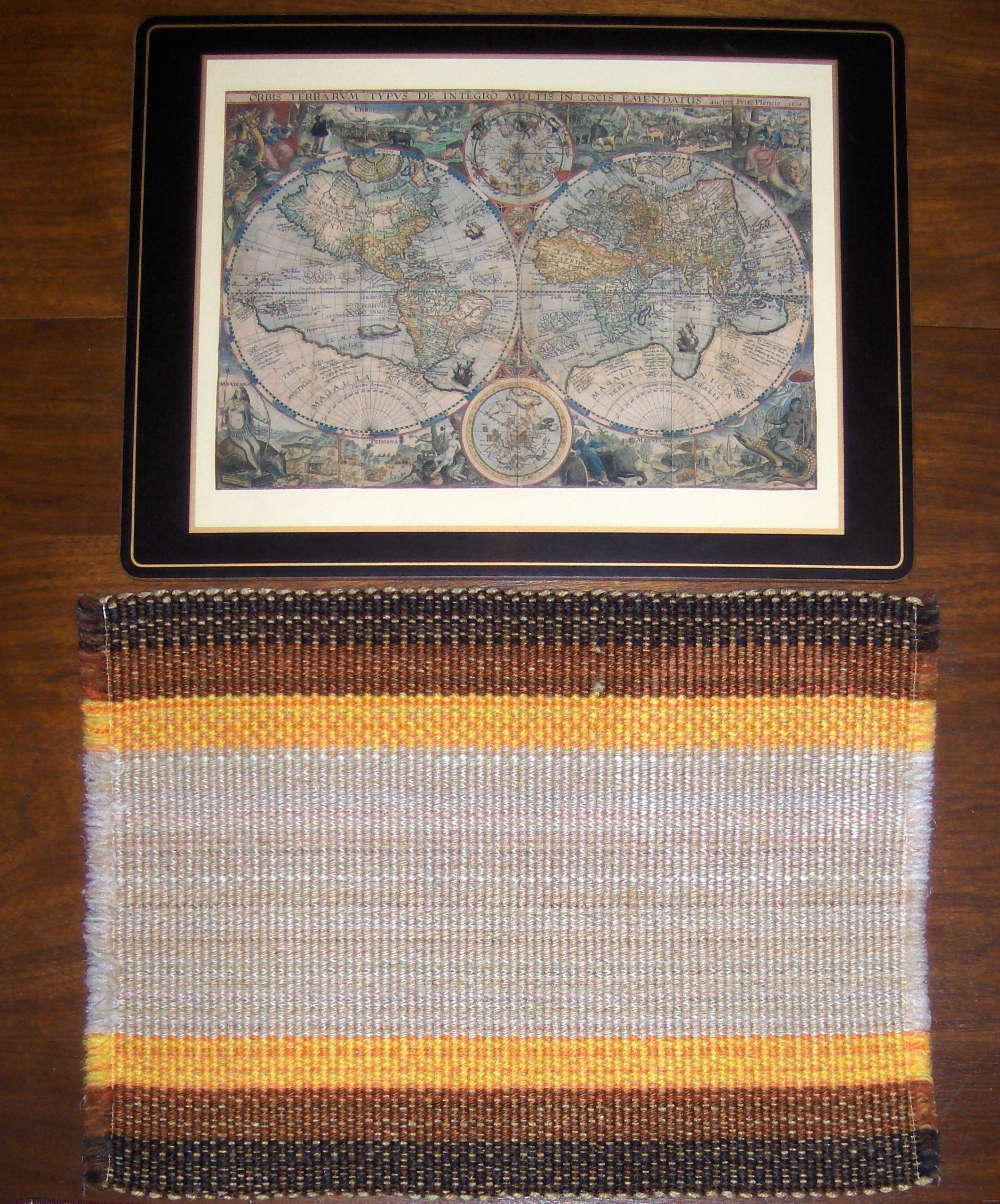
Sets de table, en liège et en laine.

Un set (de table) est un ensemble de pièces de linge de maison, de forme généralement rectangulaire, que l'on dépose, lorsque l'on dresse une table pour un repas, devant chaque convive, pour couvrir l'espace situé sous son assiette et ses couverts.
Sa fonction est de décorer la table et de la protéger (des salissures, des traces laissées par les verres, ou encore de la chaleur des assiettes). Sa découverte serait attribuée à un antiquaire vénitien du XVe siècle. L'idée lui serait venue lors d'un repas avec des convives car il trouvait sa table trop simple.[réf. nécessaire]
Il existe également des chemins de table, grandes bandes de tissus, qui s’installent d’un bout à l’autre de la table pour accueillir les services et qui peuvent compléter l'aménagement tout en étant assortis aux sets de table.

## Description
Les différentes pièces du set peuvent éventuellement surmonter une nappe, auquel cas il est généralement de couleur différente, afin de ressortir visuellement. Il peut également être assorti aux serviettes.
Les pièces sont fabriquées en une matière généralement résistante et lavable (tissu, plastique) s'il a vocation à être réutilisé pour plusieurs repas, ou en papier s'il est destiné à être jetable.
Ce type de napperons se retrouvent non seulement dans les foyers des particuliers, mais aussi dans les restaurants, où ils peuvent être personnalisés avec le nom et les coordonnées de l'établissement, voire faire office de menus.
Le set de table peut aussi devenir un véritable espace publicitaire dans les brasseries et restaurants.

## À propos du terme

### Faux anglicisme
L'utilisation du mot « set » pour désigner de tels objets est un faux anglicisme : set existe bien en anglais, mais pas dans ce sens ; ce que les francophones appellent un « set de table » est appelé placemat par les anglophones.
L'Académie française a accepté le terme dans la neuvième et actuelle édition de son dictionnaire, en rappelant qu'il s'agissait d'un mot anglais à l'origine emprunté au XIXe siècle.

### Métonymie
En principe, un set est l'ensemble des pièces ; mais par métonymie, il peut aussi s'agir de chacune de ces pièces elles-mêmes. Cet usage, bien que courant, est toutefois critiqué comme un abus de langage par les ouvrages de référence, car il trahit le sens original de set en anglais : un ensemble, une collection de choses.

## Représentation dans les arts
The Dinner Party est une installation artistique réalisée par l'artiste féministe américaine Judy Chicago de 1974 à 1979. Celle-ci représente une table triangulaire d'environ 15 m de côté. Chaque place de la table comporte un chemin de table brodé du nom d'une femme célèbre ainsi que des images ou des symboles qui lui sont liés, une serviette, des ustensiles de cuisine, un verre ou un gobelet et une assiette.